# Ligia Ramos
Ligia Del Carmen Ramos Zúniga (Francisco Morazán, 6 de junio de 1972) es una política, activista social y médica especialista en dermatología de Honduras. Para las elecciones generales de 2021 fue electa diputada por el departamento de Francisco Morazán por el Partido Salvador de Honduras (PSH) para el período de 2022-2026. 

## Biografía

### Estudios
Realizó sus estudios de bachillerato en La Ceiba Bilingual School donde obtuvo el título de Bachillerato en Ciencias y Letras. Sus estudios universitarios los cursó en la Universidad Nacional Autónoma de Honduras (UNAH), la principal universidad pública del país, ahí se graduó como Licenciada en Medicina General , posteriormente realizó una residencia para especializarse como dermatóloga en el Hospital Italiano de Buenos Aires, Argentina.

### Trayectoria laboral
- Laboró como médica dermatóloga de planta en el Instituto Hondureño de Seguridad Social (IHSS) (2008-2021).[1]
- Fue docente en la Facultad de Ciencias Médicas, coordinadora del Internado de Medicina Interna y como coordinadora de Ciencias Básicas en la Universidad Nacional Autónoma de Honduras (2013-2017).
- Fue docente de la materia de Semiología en la Facultad de Ciencias Médicas de la UNAH (2015-2016).
- Ejerció su profesión como médica en instituciones privadas: Hospital la Policlínica (2005-2018) y en Honduras Medical Center (2018-2021).

Entre otras actividades, fue la Presidenta de la Asociación de Médicos del Instituto Hondureño de Seguridad Social (AMIHSS) de 2021-2023; del Colegio Médico de Honduras participó como Fiscal de la Junta Directiva de 2018-2021; finalmente fue Vocera de la Plataforma por la Salud y Educación Pública de 2018-2021.

### Trayectoria política
En las elecciones de 2009 y 2013 participó como candidata a diputada propietaria y diputada suplente, respectivamente, bajo la bandera del Partido Innovación y Unidad (PINUD-SD). Posteriormente fue candidata a diputada propietaria para las elecciones generales de 2021, esta vez bajo la bandera del Partido Salvador de Honduras (PSH) siendo finalmente electa como la diputada 22 de 23 posibles; todas las candidaturas fueron por el departamento de Francisco Morazán.

### Congreso Nacional de Honduras (2022-2026)
Una vez que toma posesión, comienza a formar parte de la Comisión de Justicia y Derechos Humanos (Vicepresidenta), y la Comisión de Energía.Su agenda de trabajo se basa principalmente en garantizar un Estado de Derecho, mejorar la salud y educación, y luchar contra la corrupción.Mantiene una agenda en defensa de los Derechos Humanos, principalmente de la comunidad LGBTIQ+ y en pro de las mujeres; en mayo de 2022 Ligia, junto al diputado suplente Víctor Grajeda por el partido Libertad y Refundación (Libre) presentaron una iniciativa de ley para proclamar el 17 de mayo de cada año como el Día Nacional Contra la Homofobia.
En mayo de 2024 presentó una propuesta iniciativa encaminada a intervenir y restructurar la Universidad Nacional Pedagógica Francisco Morazán (UNPFM). Ello contempla la creación de una comisión interventora adscrita al Poder Ejecutivo con dos representantes más, uno nombrado por el Poder Legislativo y otro miembro de sociedad civil. La iniciativa de la diputada surgió días después que una Comisión Especial del Congreso Nacional presentará un informe sobre la situación de la universidad y en una de sus conclusiones sugiriera la intervención de la institución de educación superior.
Ha sido la única diputada de su bancada en estar en contra de que el líder del Partido Salvador de Honduras, Salvador Nasralla, forme un bloque de oposición con el Partido Liberal de Honduras, Partido Nacional de Honduras y la Alianza Patriótica Hondureña.
En noviembre de 2023 por diferencias con su bancada decide declararse como diputada independiente.
En julio de 2024 y luego de la salida de Salvador Nasralla del Partido Salvador de Honduras, la diputada regresa nuevamente a formar parte del grupo parlamentario del PSH, asumiendo, además, como subjefa de bancada.